# Thomas Weiler

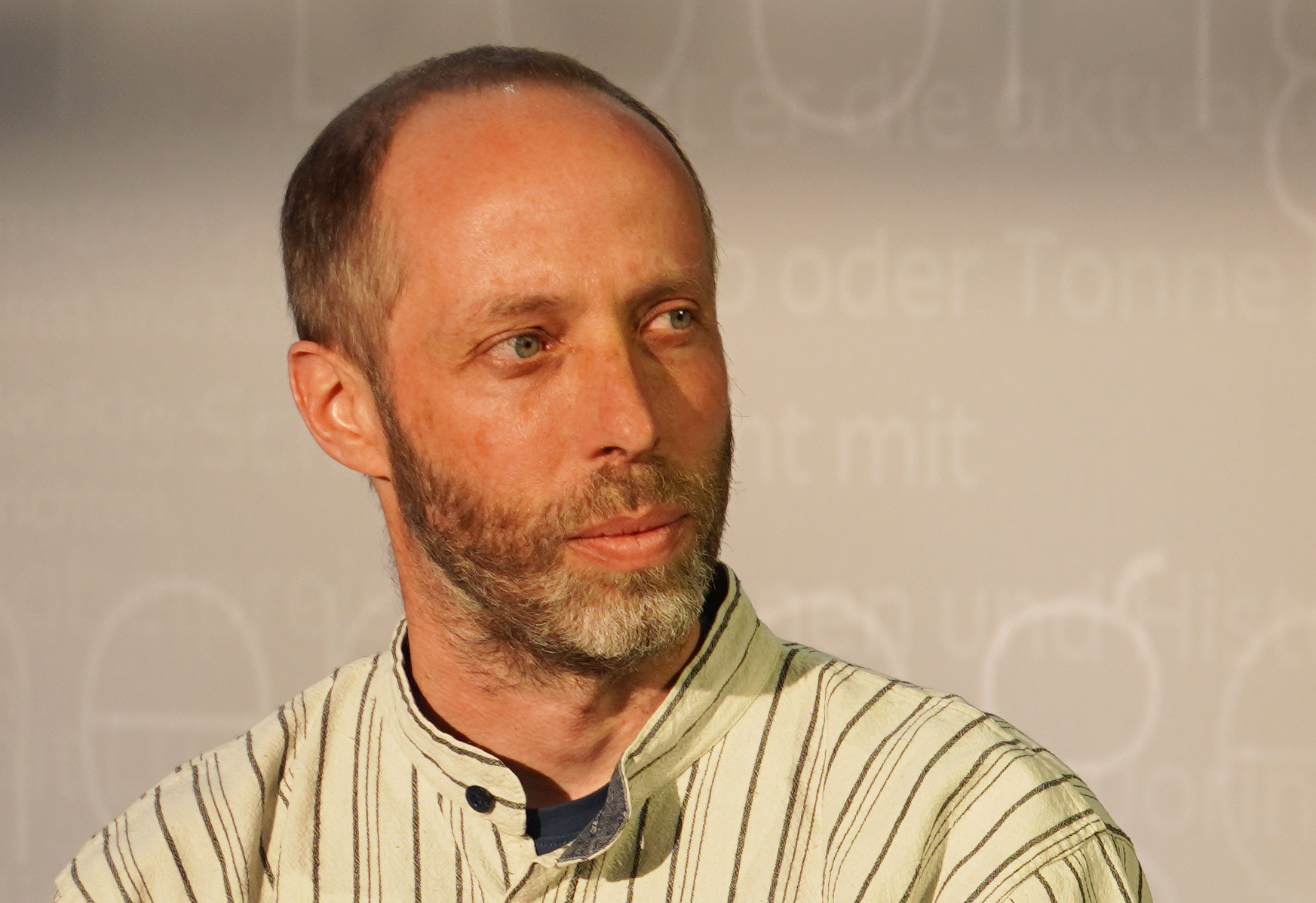
Thomas Weiler auf der Leipziger Buchmesse 2025

Thomas Weiler (* 1. November 1978 in Wolfach) ist ein deutscher Übersetzer, Herausgeber und Literaturvermittler.

## Werdegang
Nach dem Abitur leistete er 1998 bis 1999 seinen Wehrersatzdienst in der Behindertenarbeit in Minsk. Das anschließende Übersetzerstudium (Russisch, Polnisch) an der Universität Leipzig, an der Humboldt-Universität zu Berlin, sowie an der Staatlichen Universität St. Petersburg schloss er 2007 mit Diplom ab. Seine seither entstandenen Übersetzungen von belarussischer, russischer und polnischer Belletristik, Lyrik, Kinderbücher und Sachliteratur erhielten zahlreiche Auszeichnungen.

## Werke

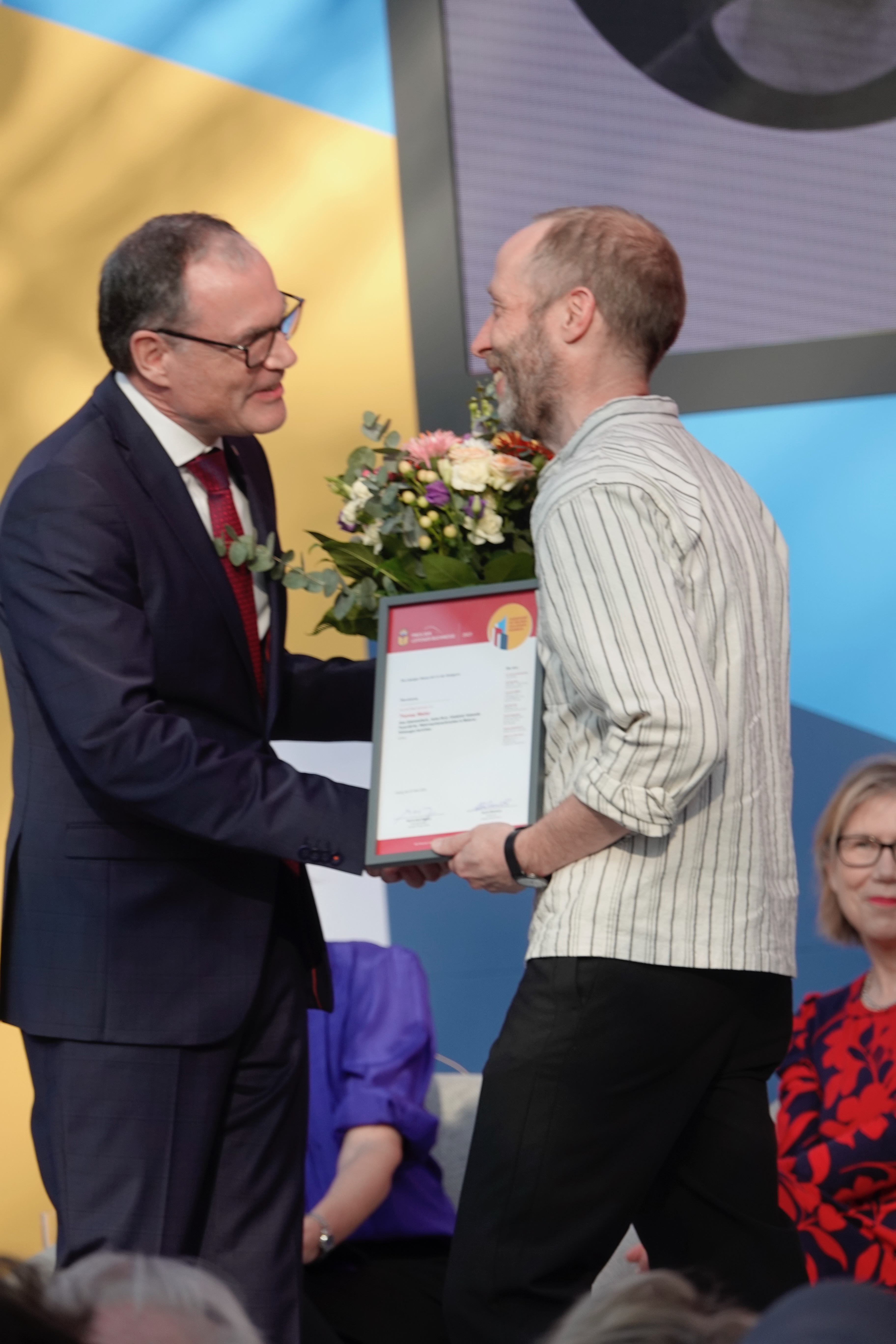
Preis der Leipziger Buchmesse an Thomas Weiler für seine Übersetzung von "Feuerdörfer. Wehrmachtsverbrechen in Belarus - Zeitzeugen berichten"

### Übersetzungen (Auswahl)
- Ales Adamowitsch, Janka Bryl und Uladsimir Kalesnik (Hrsg.): Feuerdörfer. Wehrmachtsverbrechen in Belarus – Zeitzeugen berichten [Я з вогненнай вёскі…]. Aufbau, Berlin 2024, ISBN 978-3-351-03997-4.[7]
- Alhierd Bacharevič, Europas Hunde [Сабакі Эўропы] (Roman, inklusive Beiheft: Balbuta. Grammatik und Wörterbuch.). Voland & Quist, Berlin und Dresden 2024, ISBN 978-3-86391-315-1.
- Magdalena Miecznicka, Toni sieht alles! [Tosia i tajemnica geodety] (Kinderkrimi). Moritz Verlag, Frankfurt am Main 2024, ISBN 978-3-89565-455-8.
- Volha Hapeyeva, Camel Travel [Кэмэл-трэвэл] (Roman). Droschl, Graz 2021, ISBN 978-3-99059-073-7.
- Artur Klinaŭ, Acht Tage Revolution. Ein dokumentarisches Journal aus Minsk [Восемь дней революции. Документальный дневник], mit Volker Weichsel. Suhrkamp, Berlin 2021, ISBN 978-3-518-12772-8.
- Andrej Gelassimow, RussenRap [Чистый кайф] (Roman). Blumenbar, Berlin 2021, ISBN 978-3-351-05092-4.
- Viktor Martinowitsch, Revolution [Революция] (Roman). Voland & Quist, Berlin und Dresden 2021, ISBN 978-3-86391-280-2.
- Stanislaw Wostokow, Frossja Furchtlos oder von sprechenden Hühnern und verschwindenden Häusern [Фрося Коровина]. Knesebeck Verlag, München 2019, ISBN 978-3-95728-259-0.
- Ziemowit Szczerek, Sieben. Das Buch der polnischen Dämonen. [Siódemka] (Roman). Voland & Quist, Berlin und Dresden 2019, ISBN 978-3-86391-239-0.
- Ełżbieta Pałasz, Bucheckern, Bernstein, Brausepulver. Die Danziger Kindheit von Günter Grass [Trzy, dwa, raz, Günter Grass]. Susanna Rieder Verlag, München 2018, ISBN 978-3-946100-60-7.
- Alexandra Litwina, In einem alten Haus in Moskau [История старой квартиры], mit Lorenz Hoffmann. Gerstenberg Verlag, Hildesheim 2017, ISBN 978-3-8369-5993-3.
- Ziemowit Szczerek, Mordor kommt und frisst uns auf [Przyjdzie Mordor i nas zje, czyli tajna historia Słowian] (Roman). Voland & Quist, Berlin und Dresden 2017, ISBN 978-3-86391-172-0.
- Viktor Martinowitsch, Mova [Мова 墨瓦] (Roman). Voland & Quist, Berlin und Dresden, 2016, ISBN 978-3-86391-143-0.
- Piotr Socha, Bienen [Pszczoły]. Gerstenberg Verlag, Hildesheim 2016, ISBN 978-3-8369-5915-5.
- Marcin Szczygielski, Flügel aus Papier [Arka czasu]. Fischer Sauerländer Verlag, Frankfurt am Main 2015, ISBN 978-3-7335-0127-3.
- Artur Klinaŭ: Schalom. Ein Schelmenroman [Шалом]. edition.fotoTAPETA, Berlin 2015, ISBN 978-3-940524-35-5.
- Viktor Martinowitsch, Paranoia [Паранойя] (Roman). Voland & Quist, Berlin und Dresden 2014, ISBN 978-3-86391-085-3.
- Alhierd Bacharevič, Die Elster auf dem Galgen [Сарока на шыбеніцы] (Roman). Leipziger Literaturverlag, Leipzig 2010, ISBN 978-3-86660-104-8.

### Herausgeberschaften (Auswahl)
- Belarus! Das weibliche Gesicht der Revolution, mit Andreas Rostek, Nina Weller und Tina Wünschmann. edition.fotoTAPETA, Berlin 2020, ISBN 978-3-940524-99-7.
- Artur Klinaŭ: PARTISANEN. Kultur_Macht_Belarus, mit Taciana Arcimovič, Steffen Beilich, Tina Wünschmann. edition.fotoTAPETA Berlin, 2014, ISBN 978-3-940524-26-3.
- „Dossier Belarus“, mit Martin Pollack, in: Literatur und Kritik 460/461-2012 (S. 31–84).
- Belarussisch-Deutsches Wörterbuch. Беларуска-нямецкі слоўнік, mit Mikalaj Kurjanka und Ljawon Barschtscheŭski. Зміцер Колас, Minsk 2010, ISBN 978-985-6783-98-5.

## Auszeichnungen (Auswahl)
- 2025 Preis der Leipziger Buchmesse in der Kategorie Übersetzung für die Übertragung des Buchs Feuerdörfer. Wehrmachtsverbrechen in Belarus – Zeitzeugen berichten von Ales Adamowitsch, Janka Bryl und Uladsimir Kalesnik.[8]
- 2024 Paul-Celan-Preis des Deutschen Literaturfonds für „sein facettenreiches übersetzerisches Werk [...] im Besonderen für seine Übersetzung von Alhierd Bacharevičs Roman Europas Hunde“[9]
- 2024 August-Wilhelm-von-Schlegel-Gastprofessur für Poetik der Übersetzung an der Freien Universität Berlin[2]
- 2019 Karl-Dedecius-Preis für seine „exzellenten Übersetzungen und [seine] Vermittlung zwischen den Literaturen“[10]
- 2017 Deutscher Jugendliteraturpreis für seine Übersetzung von Piotr Sochas Bienen[2]
- 2017 Förderpreis zum Straelener Übersetzerpreis für die Übersetzung von Viktor Martinowitschs Roman Paranoia[11]